# 7157 Lofgren
7157 Lofgren eller 1981 EC8 är en asteroid i huvudbältet som upptäcktes den 1 mars 1981 av den amerikanska astronomen Schelte J. Bus vid Siding Spring-observatoriet. Den är uppkallad efter amerikanen Gary E. Lofgren.
Asteroiden har en diameter på ungefär 3 kilometer.